# Marktstraße 1 (Dirmstein)
Das Haus Marktstraße 1 in der rheinland-pfälzischen Ortsgemeinde Dirmstein ist ein historisches Gebäude, das nach der Jahrtausendwende restauriert wurde. Es steht unter Denkmalschutz.

## Geographische Lage
Das Haus Marktstraße 1 steht im Zentrum des Oberdorfs auf einer Höhe von 102 m ü. NHN schräg gegenüber der barocken Laurentiuskirche im Übergangsbereich von Marktstraße, Mitteltor und Affenstein zwischen dem Café Kempf (rechts) und dem Spitalhof (links). Es zeigt mit der Hauptfassade nach Osten zur Ortsdurchfahrt hin, die vor dem Haus nach links abbiegt. Benachbart sind weitere denkmalgeschützte Anwesen, z. B. die St.-Michael-Apotheke und das Alte Rathaus.

## Gebäude
Das Gebäude mit nahezu quadratischem Grundriss besteht aus zwei Vollgeschossen mit traufständigem Walmdach, der Dachboden wird nicht genutzt. Das gemauerte Untergeschoss ist weiß verputzt und verfügt über die mittig gesetzte Eingangstür sowie links und rechts je zwei hohe, rechteckige Fenster; die beiden rechten sind etwas kleiner und besitzen grüne Holz-Klappläden. Die Tür wird vom Gehsteig aus über eine dreistufige Sandsteintreppe erreicht. Das Obergeschoss ist in hellgrau gestrichenem Fachwerk ausgeführt, die Ausfachungen sind weiß verputzt. Die sechs sehr schmalen Fenster sind in drei Zweiergruppen angeordnet und weisen ebenfalls grüne Holz-Klappläden auf.

## Baugeschichte
Als 1689 im Pfälzischen Erbfolgekrieg französische Truppen ganz Dirmstein niederbrannten, wurde besonders das Ortszentrum durch die drei Tage wütende Feuersbrunst total zerstört. Während der Phase des Wiederaufbaus zu Anfang des 18. Jahrhunderts wurde offenbar auch das Haus Marktstraße 1 samt dem sich rechts anschließenden Hoftor neu errichtet. Verwandte Stilelemente mit den benachbarten Anwesen St.-Michael-Apotheke und Altes Rathaus weisen auf eine ähnliche Entstehungszeit wie bei diesen – um 1720 – hin.
Gemäß Einmeißelung im Sandsteinsturz der Haustür wurde der Eingangsbereich – die Tür und wohl auch die vier Fenster des Untergeschosses – 1817 neu gestaltet; vermutlich wurden Tür und Fenster nach oben vergrößert und mit neuen Steingewänden versehen. Die Ursache für den Umbau könnte in einem Eigentumsübergang nach dem Ende der napoleonischen Ära (1815) und am Beginn der Herrschaft des Königreichs Bayern (1816) liegen.
Wahrscheinlich wurden die beiden Fenster links unten im 20. Jahrhundert nochmals vergrößert – diesmal nach unten –, damit sie als Schaufenster für ein kleines Ladengeschäft dienen konnten. Bei dieser Baumaßnahme könnten ihre nun zu klein gewordenen Klappläden eingespart worden sein.

## Restaurierung
Nach seiner Nutzung als Modeboutique bis zur Jahrtausendwende befand sich das Gebäude farblich und teilweise auch baulich nicht mehr im Originalzustand. In den Jahren 2003 bis 2006 wurde es durch die neuen Eigentümer in Abstimmung mit der Denkmalpflege restauriert und dabei außen in den Zustand zurückversetzt, in den es sich während der ersten hundert Jahre nach der Erbauung hineinentwickelt hatte. 2006 honorierte der ortsansässige Kulturverein St. Michael die Leistung mit seinem erstmals verliehenen Balthasar-Neumann-Preis für vorbildliche Sanierung. Der Preis ist nach dem Kirchenbaumeister Balthasar Neumann benannt, nach dessen modifizierten Plänen 1742 bis 1746 die Dirmsteiner Laurentiuskirche errichtet wurde.